# Marta Sikorska-Kowalska
Marta Małgorzata Sikorska-Kowalska (ur. 1971) – historyk  XIX i XX wieku, nauczyciel akademicki Uniwersytetu Łódzkiego.

## Życiorys
Absolwentka historii Uniwersytetu Łódzkiego. Doktorat tamże w 2000: Wizerunek kobiety w mieście wielkoprzemysłowym na przykładzie Łodzi przełomu XIX i XX wieku. Habilitacja w 2012: Zygmunt Heryng (1854–1931). Biografia lewicowego intelektualisty. Jest pracownikiem (dr habilitowany) Katedry Historii Polski XIX wieku Instytutu Historii UŁ.

## Zainteresowania badawcze
Marta Sikorska-Kowalska zajmuje się historia społeczna XIX i XX wieku, historia kobiet oraz historią socjalizmu na ziemiach polskich.

## Wybrane publikacje

### Książki
- Wizerunek kobiety łódzkiej przełomu XIX i XX wieku, Łódź: Wydawnictwo "Ibidem" 2001.
- Zygmunt Heryng, Socjalizm przed pół wiekiem (1875-1880) w Rosji i w Polsce. Przeżycia i rozważania, wprowadzenie i opracowanie M. Sikorska-Kowalska, Łódź: Wydawnictwo "Ibidem" 2007.
- Zygmunt Heryng (1854-1931). Biografia lewicowego intelektualisty, Łódź: Wydawnictwo Uniwersytetu Łódzkiego 2011.

### Artykuły
- Kronika Rodzinna” Aleksandry Borkowskiej (1867-1872), „Acta Universitatis Lodzensis Folia Historica”, 1998, t. 61.
- Kwestia kobieca na łamach „Dziennika Łódzkiego” w latach 1884-1892, „Rocznik Łódzki” 44 (1997), s. 231-242.
- Pałac Poznańskich w Łodzi, pod red Ryszarda Czubaczyńskiego, Łódź 1995, „Rocznik Łódzki” 43 (1996), s. 290-291.
- Jerzy Urbankiewicz, Parchy, Szwaby, Goje, Łódź 1995, „Rocznik Łódzki” 43 (1996), s. 294-296.
- M. Czernik, Łódzkie poczty podczas I wojny światowej, Wrocław 1996, „Rocznik Łódzki” 44 (1997), s. 291.
- Miasto wielkoprzemysłowe i czas wolny kobiet. Łódź na przełomie XIX i XX w. [w:] Kobieta i kultura czasu wolnego. Zbiór studiów, t. 7, red. A. Żarnowska i A. Szwarc, Warszawa 2001.
- Nauczycielki, Status zawodowy i społeczny na przełomie XIX i XX wieku na przykładzie Łodzi, [w:] Niebem i sercem okryta. Studia historyczne dedykowane dr Jolancie Malinowskiej, red. M. Malinowski, Toruń 2002.
- Emancypacja społeczna i zawodowa robotnic łódzkich przełom u XIX i XX w. [w:] Studia z historii społeczno-gospodarczej, t. 1, red. W. Puś, Łódź 2003.
- Wizerunek kobiety łódzkiej przełomu XIX i XX wieku, Łódź 2001, s. 1-224.
- Pozycja i rola kobiety w małżeństwie na przykładzie burżuazji łódzkiej przełomu XIX i XX wieku (w świetle wspomnień Heleny Anny Geyer i Marii Eiger-Kamińskiej) [w:] Kobieta i małżeństwo. Społeczno-kulturowe aspekty seksualności. Wiek XIX i XX, t. 8, pod red. A. Żarnowskiej i A. Szwarca, Warszawa 2004, s. 103-118.
- W „nowoczesnej niewoli”. Służba domowa na przełomie XIX i XX w. [w:] studia z historii społeczno-gospodarczej XIX i XX wieku, t. 2, pod red. W. Pusia, Łódź 2004, s. 20-34.
- Polskie „Marianny”. Udział kobiet w rewolucji 1905-1907 roku w świetle wydarzeń w Łodzi [w:] Rewolucja 1905-1907 w Królestwie Polskim i w Rosji, red. M. Przeniosło i S. Wiech, Kielce 2005, s. 129-153.
- Zygmunt Heryng w redakcji „Głosu” [w:] Studia z historii społeczno-gospodarczej XIX i XX wieku, t. 3, red. W. Puś, Łódź 2005, s. 137-155.
- Przebieg życia Zygmunta Herynga (1854-1931) [w:] Historia. Społeczeństwo. Gospodarka. Profesorowi Wiesławowi Pusiowi w czterdziestolecie pracy naukowej, red. S. Pytlas, J. Kita, Łódź 2006, s. 173-184.
- Osada Konstantynów w latach 1869-1918 [w:] Konstantynów Łódzki. Dzieje miasta, Łódź 2006, s. 87-123.
- Gmina żydowska w Konstantynowie w latach 1825-1914 [w:] Studia z historii społeczno–gospodarczej XIX i XX wieku, t. 4, red. W. Puś, Łódź 2006, s. 174-186.
- Kobiety i kultura religijna. Specyficzne cechy religijności kobiet w Polsce, red. J. Hoff, [rec.:] M. Sikorska-Kowalska [w:] Studia z historii społeczno–gospodarczej XIX i XX wieku, t. 4, red. W. Puś, Łódź 2006, s. 265-269.
- M. Budziarek, Łódź Piotrowa. Krótka historia Kościoła w Łodzi [rec.:] M. Sikorska-Kowalska, „Rocznik Łódzki” 53 (2006), s. 283-286.
- Stowarzyszenia kobiece w Łodzi 1906-1918, „Rocznik Łódzki” 54 (2007), s. 45-62.
- (współautor: E. Wiatr) Łódzkie Żydowskie Towarzystwo Ochrony Kobiet w Łodzi 1914-1939 [w:] Studia z historii społeczno-gospodarczej XIX i XX wieku, t. 5, red. W. Puś, s. 328-344.
- „Ugoda polsko-ruska” Ludwika Kulczyckiego – głos socjalisty w dyskusji o stosunkach polsko-ukraińskich i jego recepcja [w:] Historia – Mentalność – Tożsamość. Miejsce i rola historii oraz historyków w życiu narodu polskiego i ukraińskiego w XIX i XX wieku, Rzeszów 2008, s. 387-402.